# Lucius Cornelius Sulla
Lucius Cornelius Sulla Felix (138 î.Hr.-78 î.Hr.) a fost un general și om politic roman, care, ca dictator, prin încercările lui de a constitui o formă nouă de stat, a contribuit de fapt la destrămarea Republicii Romane.

## Biografie
Sulla provine din bogata familie de patricieni Cornelius. El însuși a trăit în condiții financiare modeste având însă o pregătire școlară bună. Duce o viață ușuratică cu toate că e căsătorit, nerespectând moralul roman „ mos maiorum”, având contact cu artiști sau prostituate.
La vârsta de 31 de ani moștenește o avere de la mama sa vitregă hetera Nikopolis, care îi va permite să înceapă o carieră politică „cursus honorum”, fapt înlesnit de obârșia sa din familia Cornelius.
Devine quaestor și-l însoțește pe Caius Marius în Africa, unde participă la războiul cu Iugurtha. I se încredințează comanda războiului împotriva lui Mithridates VI, regele Pontului, care trecuse în Grecia. În 83 î.Hr. se întoarce din Asia îmbogățit în urma prăzilor de război, a jefuirii templelor grecești. Este numit dictator fără învestitură consulară, fără vot senatorial, cu un imperium excepțional. Acordă cetățenie romană la 10.000 de sclavi proscriși din sudul Italiei, care vor deveni viitorii ucigași plătiți, legionari romani. Consecințele proscrișilor lui Sulla, ale regimului său au fost dezastruoase:
- îi ruinează pe cavaleri
- instituie curți marțiale
- îi privează de dreptul de veto pe tribuni
- desființează funcția de cenzor
- din guvernatorii de provincii face comandanți de armate fără magistraturi

Sulla inaugurează la Roma cultul personalității, devine dictator absolut. Va fi singurul căruia i se va ridica o statuie ecvestră triumfală din bronz aurit, singurul căruia i se vor consacra ritualuri și jocuri. În 79 î.Hr. Sulla abdică de la dictatură și după puțin timp moare.